# Marie-Christine Koundja
Marie-Christine Koundja (née à Iriba, Biltine, en 1957) est une écrivaine et diplomate tchadienne. 

## Biographie
Elle est née le 30 mars 1957, à Iriba, le centre-est du pays, proche de la frontière soudanaise . Elle est issue d’une famille d’origine mixte, l’un de ses parents étant du sud chrétien et l’autre du nord musulman. Après des études secondaires et une année de droit à N'Djaména, elle s'inscrit dans une école de secrétariat à Yaoundé,.
Elle travaille ensuite dans différents ministères notamment celui des Affaires étrangères et dans diverses ambassades, comme l'ambassade du Tchad à Yaoundé (Cameroun) ou l'ambassade du Tchad à Abuja (Nigeria),.
Elle se consacre en parallèle à l’écriture de romans, publiant ainsi en 2001 Al Istifakh ou l'Idylle de mes amis, à Yaoundé , première femme tchadienne dont un roman est publié, puis Kam-Ndjaha la dévoreuse, publié à Paris cette fois, en 2009. Dans le premier, elle raconte  la rencontre amoureuse d'un jeune Tchadien chrétien et d'une fille musulmane ; et les difficultés induites par leurs différences de culture et de religion,. Le deuxième roman est consacré au stéréotype de la femme frivole dévoreuse d’hommes, avec, sous-jacents, les thèmes de l’infidélité, de la polygamie, et du sida.

## Principales publications
- Al Istifakh ou l'Idylle de mes amis, Yaoundé, Éditions Clé, 2001. (146 p.).  (ISBN 2-7235-0129-9). Roman.
- Kam-Ndjaha la dévoreuse, Paris, Éditions Menaibuc, 2009. Roman